# Rašeliniště u Vintířova
Rašeliniště u Vintířova je přírodní památka poblíž obce Obrataň v okrese Pelhřimov v nadmořské výšce 603–624 metrů. Oblast spravuje Krajský úřad Kraje Vysočina. Důvodem ochrany je komplex společenstev pramenišť, rašelinišť, rašelinných a pcháčových luk s dřevinným doprovodem a s výskytem zvláště chráněných druhů